# Röda mattan

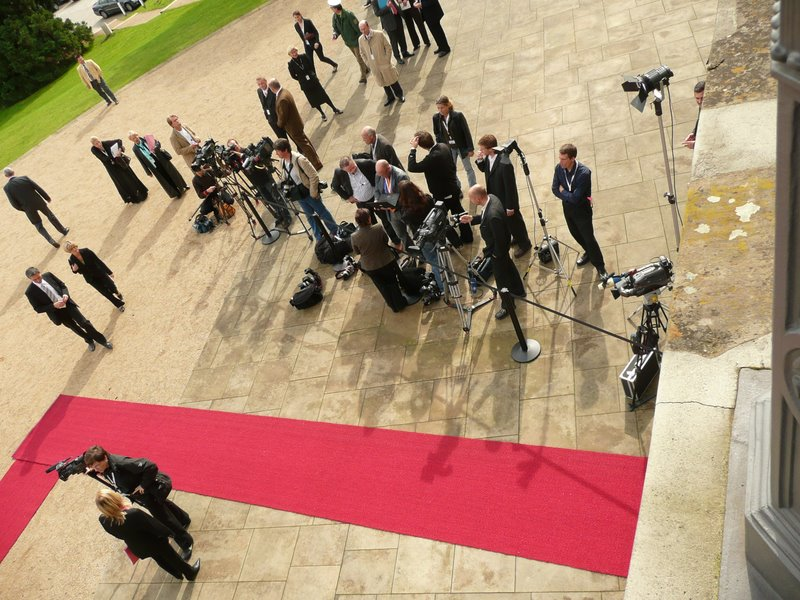
Röda mattan är utrullad, fotograferna väntar på gästerna.

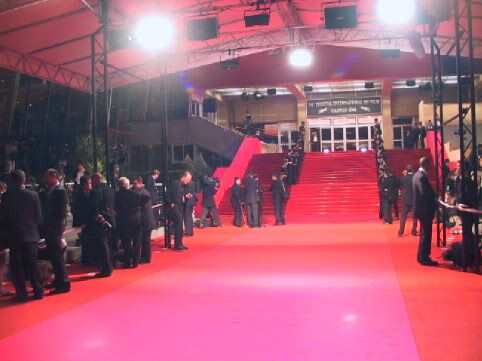
Mycket stor röd matta på filmfestivalen i Cannes.

Röda mattan, att rulla ut röda mattan är ett uttryck som härrör från filmbranschen. 
Att låta prominenta gäster sätta sina fötter på en röd matta när de anländer är ett sätt att uttrycka lyx och extravagans. Fysiska röda mattor förekommer regelmässigt på olika tillställningar framförallt för filmfolk och i hotellbranschen. Begreppet "rulla ut röda mattan" används också symboliskt i dagligt tal. Den som rullar ut röda mattan är en person som endera tar väl hand om eller fjäskar för sina gäster.